# РК Спартак Војпут
Рукометни клуб Спартак Суботица је рукометни клуб из Суботице, Србија. Клуб је основан 2009. године. Тренутно се такмичи у Суперлиги Србије, пошто се у сезони 2012/13. као првопласирани у Мини Првој лиги пласирао у виши ранг. 
Домаће утакмице игра у Хали спортова, која има капацитет за 3.000 гледалаца.

## Историја
Клуб је формиран крајем августа 2009. под именом „РК Спартак Војпут“ да би наставио традицију бивших клубова Спартак Суботица и Раднички Фиделника.
Са тимом формираним нешто од постојећих играча, нешто од играча доведених са стране, Спартак је у првој такмичарској сезони освојио прво место у Другој лиги Србије и тако се пласирао у Прву лигу Србије, други ранг такмичења.
Спартак је у сезонама 2010/11. и 2011/12. био на корак од пласмана у Суперлигу, пошто је у те две сезоне освојено треће место, док су само прва водила у виши ранг. Међутим остварени су одлични резултати у Купу, Спартак је освојио Куп Војводине 2011. и 2012, а у сезони 2011/12. након освојеног Купа Војводине успешно је наставио са такмичењем у Купу Србије. Пошто је избацио ПКБ и Црвену звезду, пласирао се на завршни турнир Купа Србије у Бору. У полуфиналу је Спартак направио велико изненађење и после извођења седмераца са 32:31 савладао каћки Југовић за пласман у финале. Међутим у финалу је поражен од београдског Партизана са 23:22 (12:12). Пласманом у финале Спартак је по први пут изборио учешће у неком европском такмичењу, Челенџ купу за сезону 2012/13, где је поражен у осмини финала од Хандбал Еша.
Као првак Прве лиге Север у сезони 2012/13. пласирао се у Мини Прву лигу, где је освојио прво место и тако обезбедио пласман у Суперлигу Србије.

## Познати играчи
- Момир Илић
- Ратко Вујовић

## Успеси
- Првенство Србије

Вицепрвак (1) : 2014/15.
- Куп Србије

Финалиста (2) : 2011/12, 2014/15.
- Суперкуп Србије

Финалиста (2) : 2012, 2015.